# ヒノキチオール
ヒノキチオール（英: Hinokitiol）は、シダーやヒバに含まれる不飽和七員環化合物（単環式モノテルペン）で、芳香族化合物の一つ。化学式はC10H12O2で、IUPAC命名法では2-ヒドロキシ-6-イソプロピルシクロヘプタ-2,4,6-トリエン-1-オン。CAS登録番号は[499-44-5]。初めて発見された7員環化合物である。
1936年に台北帝国大学（現在の国立台湾大学）教授の野副鉄男によりタイワンヒノキから発見・命名された（日本のヒノキにはわずかに含まれることが後に判明している）。その後、ベイスギ（Thuja plicata）の心材から発見されたβ-ツヤプリシン（β-thujaplicin）と同一であることが判明した（αおよびγ-ツヤプリシンは異性体）。　
ヒノキ科に特有の、トロポロン（2-hydroxycyclohepta-2,4,6-trien-1-one）誘導体の一つである。

## 性質
樹木香のある無色ないし淡黄色の結晶。沸点は1.33Pa下で140°C、融点は48–52.5°C。アルコールに可溶だが、水には微溶。
製法としてはヒバ油から分離する方法と、ジシクロペンタジエンから合成する方法が採られる。香料としては歯磨剤やヘアトニックなどに用いられる。低毒性であるものの広い抗菌スペクトルを有し、抗菌剤としても有効である。クラミジア・トラコマチスに対する抗菌活性や、血漿のアラキドン酸12-リポオキシゲナーゼを選択的に阻害することが報告されている。

## 抗菌作用
ヒノキチオールは、多くの細菌や真菌に対して抗生物質への耐性に関係なく強力な抗菌作用を持つ。具体的には肺炎レンサ菌、ミュータンスレンサ菌、黄色ブドウ菌、その他の一般的なヒト病原体に対して有効である。さらに、クラミジア・トリコマチスに対し抑制効果がある。最近の研究では、ヒノキチオールを亜鉛化合物と組み合わせて使用すると、ライノウイルス、コクサッキーウイルス、メンゴウイルス等のヒトに感染する数種類のウイルスに対し抗ウイルス作用を示すこともわかっている。

## その他の作用
ヒノキチオールは、数多くの生体外細胞実験と動物実験で、抗炎症作用や抗腫瘍作用を有することが解明されている。ヒノキチオールはTNF-αやNF-kB等の主要な炎症マーカーや炎症経路を抑制し、慢性炎症や自己免疫疾患等の治療に活用できる可能性が探求されている。ヒノキチオールは、オートファジーの働きを誘発することにより、数種の主要な癌細胞株に細胞毒性を及ぼす。

### コロナウイルスの研究
ヒノキチオールは、亜鉛イオノフォアとして作用することから抗ウイルス効果がある。ヒノキチオールは亜鉛イオンが細胞に流れ込むことを可能にし、それによりRNAウイルスの複製機構が阻止され、ウイルス増幅の阻害に至る。有名なRNAウイルスには、ヒトに感染するインフルエンザウイルス、SARS、新型コロナウイルス等がある。研究により、新型コロナウイルスと多くの類似点を持った別のコロナウイルスであるSARSに対して、亜鉛イオンと亜鉛イオノフォアの有効性が検証された。それにより、亜鉛イオンが細胞内でのウイルス増幅を阻害し、その作用は亜鉛の流入に依拠するということが明らかになった。この研究は、ヒノキチオールとよく似た機能を持つ亜鉛イオノフォアピリチオンを使用し行われた。

## ヒノキチオールを含む製品
ヒノキチオールは、化粧品、歯磨き粉、口腔用スプレー、日焼け止め、育毛剤等の様々な消費者製品に使用されている。古くから消費者向けにヒノキチオール含有製品の販売をしている企業のひとつがヒノキ新薬である。ヒノキ新薬(1956年設立)は、1955年にヒノキチオールの工業用抽出が始まった直後に設立された。現在、ヒノキ新薬はヒノキチオールを成分とする18種類以上の商品を販売している。他にヒノキチオールを使用している製品で有名なメーカーは大塚製薬、小林製薬、大正製薬、エスエス製薬などが挙げられる。アジアに加え、米国やオーストラリアの消費者市場では、スワンソン社等の企業がアンチエイジングセラムやその他開発品にヒノキチオールの利用を始めている。

### Dr ZinX
2020年4月2日、酸化亜鉛の大手メーカーであるAdvance Nanotek社は、AstiVita と共同でヒノキチオールを必須成分とするオーラルケア製品をはじめとした様々な抗ウイルス組成物を特許出願した。この新発明を取り入れているブランドはDr Zinx と呼ばれており、同ブランドの亜鉛＋ヒノキチオール化合物は2020年にリリースするとされている。2020年5月18日、Dr Zinx は同化合物がネココロナウイルスを5分間で99.9%減少させたという結果を公表した。亜鉛は必須栄養補助食品であり、人体内の微量元素であるが、世界的には人口の17.3%が亜鉛摂取量不足であると推定されている。